# Interstate 475 (Géorgie)
Pour les articles homonymes, voir Interstate 475.
L'Interstate 475 (I-475) est une autoroute auxiliaire de 15,83 miles (25,48 km) en Géorgie. Elle se sépare de l'I-75 et contourne Macon par l'ouest.

## Description du tracé
L'I-475 a six voies (trois dans chaque direction) sur tout son tracé, à l'exception de son terminus nord avec l'I-75 où elle se réduit à quatre voies. Elle permet de contourner Macon par l'ouest.

## Liste des sorties
| Interstate 475    |              |       |       |        |                                                                          |                                                                                           |
| Comté             | Municipalité | mi    | km    | Sortie | Intersections / Destinations                                             | Notes                                                                                     |
| Bibb              |              | 0,00  | 0,00  |        | I-75 sud / SR 540 (en) ouest (Fall Line Freeway) – Valdosta, Columbus    | Terminus sud; sortie direction sud, entrée direction nord; sortie 156 de l'I-75           |
| Bibb              | Macon        | 0,40  | 0,64  | 1      | Hatley Bridge Road                                                       | Sortie direction sud, entrée direction nord via les rampes de la sortie 155 de l'I-75 sud |
| Bibb              |              | 3,90  | 6,30  | 3      | US 80 / SR 22 (en) (Eisenhower Parkway) – Macon, Roberta                 |                                                                                           |
| Bibb              |              | 5,60  | 9,00  | 5      | SR 74 (en) (Thomaston Road / Mercer University Drive) – Macon, Thomaston |                                                                                           |
| Bibb              |              | 9,40  | 15,10 | 9      | Zebulon Road                                                             |                                                                                           |
| Monroe            |              | 15,10 | 24,30 | 15     | US 41 / SR 19 (en) (Rivoli Road) – Bolingbroke                           |                                                                                           |
| Monroe            |              | 15,83 | 25,48 |        | I-75 nord – Atlanta                                                      | Terminus nord; sortie direction nord, entrée direction sud; sortie 177 de l'I-75          |
| - Accès incomplet |              |       |       |        |                                                                          |                                                                                           |